# Acerophagus notativentris
Acerophagus notativentris är en stekelart som först beskrevs av Girault 1917.  Acerophagus notativentris ingår i släktet Acerophagus och familjen sköldlussteklar. Inga underarter finns listade i Catalogue of Life.